# Liste der Bodendenkmäler in Nordendorf
Auf dieser Seite sind die Bodendenkmäler in der schwäbischen Gemeinde Nordendorf zusammengestellt. Diese Tabelle ist eine Teilliste der Liste der Bodendenkmäler in Bayern. Grundlage ist die Bayerische Denkmalliste, die auf Basis des Bayerischen Denkmalschutzgesetzes vom 1. Oktober 1973 erstmals erstellt wurde und seither durch das Bayerische Landesamt für Denkmalpflege geführt wird. Die folgenden Angaben ersetzen nicht die rechtsverbindliche Auskunft der Denkmalschutzbehörde.

## Bodendenkmäler der Gemeinde Nordendorf

### Bodendenkmäler in der Gemarkung Blankenburg
| Lage                   | Objekt | Akten-Nr.     | Bild |
| ---------------------- | --- | ------------- | ---- |
| Blankenburg (Standort) | Grabhügel der Hallstattzeit.                                                                                      | D-7-7430-0044 |      |
| Blankenburg (Standort) | Mittelalterlicher und frühneuzeitlicher Burgstall.                                                                | D-7-7430-0045 |      |
| Blankenburg (Standort) | Mittelalterliche und frühneuzeitliche Befunde im Bereich der Katholischen Filialkirche St. Agatha in Blankenburg. | D-7-7430-0047 |      |
| Blankenburg (Standort) | Siedlung der römischen Kaiserzeit und des Mittelalters.                                                           | D-7-7430-0063 |      |
| Blankenburg (Standort) | Siedlung vorgeschichtlicher Zeitstellung, Brandgräber der mittleren Latènezeit.                                   | D-7-7430-0247 |      |

### Bodendenkmäler in der Gemarkung Ellgau
| Lage              | Objekt                            | Akten-Nr.     | Bild |
| ----------------- | --------------------------------- | ------------- | ---- |
| Ellgau (Standort) | Siedlung des frühen Mittelalters. | D-7-7431-0264 |      |

### Bodendenkmäler in der Gemarkung Nordendorf
| Lage                  | Objekt | Akten-Nr.     | Bild |
| --------------------- | --- | ------------- | ---- |
| Nordendorf (Standort) | Burgstall des Mittelalters.                                                                                  | D-7-7430-0042 |      |
| Nordendorf (Standort) | Körpergräber vor- und frühgeschichtlicher Zeitstellung.                                                      | D-7-7430-0043 |      |
| Nordendorf (Standort) | Frühneuzeitliche Befunde im Bereich des Schlosses in Nordendorf.                                             | D-7-7430-0272 |      |
| Nordendorf (Standort) | Mittelalterliche und frühneuzeitliche Befunde im Bereich der abgebrochenen Kirche St. Jakobus in Nordendorf. | D-7-7430-0281 |      |
| Nordendorf (Standort) | Gräber des frühen Mittelalters.                                                                              | D-7-7431-0051 |      |
| Nordendorf (Standort) | Siedlung und Gräber des frühen Mittelalters.                                                                 | D-7-7431-0055 |      |
| Nordendorf (Standort) | Siedlung und Kreisgraben vor- und frühgeschichtlicher Zeitstellung.                                          | D-7-7431-0203 |      |
| Nordendorf (Standort) | Straße der römischen Kaiserzeit.                                                                             | D-7-7431-0235 |      |